# McLean (Illinois)
McLean – wieś w Stanach Zjednoczonych, w stanie Illinois, w hrabstwie McLean.